# Андрияшик, Роман Васильевич
Роман Васильевич Андрия́шик (укр. Рома́н Васи́льович Андрія́шик; 1933—2000) — советский и украинский писатель, эссеист, журналист.

## Биография
Родился 9 мая 1933 года в Королёвке (ныне Тернопольская область, Украина). Из крестьян. После школы служил в СА. В 1964 году заочно окончил факультет журналистики Львовского университета. Трудовую деятельность начал в районной прессе, был корреспондентом молодёжной газеты «Комсомольське плем’я» (Винница), еженедельника «Друг читача», научным редактором «Украинской советской энциклопедии», на редакторской работе в издательстве «Радянський письменник».
Член СП СССР с 1966 года.
Умер Роман Андрияшик 2 октября 2000 года. Похоронен в Киеве на Байковом кладбище.

## Творчество
Публиковаться начал в 1957 году. В большой литературе дебютировал реалистически психологическим романом «Люди из страха» (1966), который сразу же утвердил его среди когорты талантливых представителей литературы шестидесятников. Ориентированность писателя на мировые образцы современной прозы, мышление общецивилизационными стратегиями исторического развития, довольно быстро оставили его наедине с проблемами и размышлениями, которые украинская литература практически не разрабатывала. Романы «Домой возврата нет» (1976), «Думская дорога» (1982) стали вехами писательских раздумий о судьбе родной земли, путь которой к освобождению оказался трагически тяжелым.
В 1969 году в журнале «Прапор» («Знамя») прозаик опубликовал роман «Полтва», который вызвал ряд разгромных статей в прессе за то, что он «проигнорировал в своем романе героическую историю рабочего класса Западной Украины и её боевого авангарда — КПЗУ, способствует проникновению в литературу враждебных советской идеологии тенденций». Роман «Полтва» обвинили в идейной двусмысленности, недопустимой для произведений советской литературы, наличии подтекста сомнительного качества и др.
Автору запретили печататься, творчество его замалчивалась до 1976 года.

## Награды и премии
- Государственная премия Украины имени Тараса Шевченко (1998) — за роман «Сторонець»

## Избранные произведения
- «Люди зі страху» (1966);
- «Додому нема вороття» (1976);
- «Кровна справа» (1978);
- «Думна дорога» (1982);
- «Сад без листопаду» (1980);
- «Сторонець»(1992);
- «Три хрести».